# فهرست پررفت‌وآمدترین فرودگاه‌ها در کلمبیا
این مقاله شامل فهرست پررفت‌وآمدترین فرودگاه‌ها در کلمبیا است.

## ۲۰۱۱
| رتبه | فرودگاه                                  | مکان                 | کل مسافران | تغییر سالانه | رتبه سالانه |
| ---- | ---------------------------------------- | -------------------- | ---------- | ------------ | ----------- |
| ۱    | فرودگاه بین‌المللی ال دورادو              | بوگوتا               | ۲۰٬۲۵۸٬۸۸۸ | ۷٫۰%         | بی‌تغییر     |
| ۲    | فرودگاه بین‌المللی خوزه ماریا کوردوا      | مدلین                | ۳٬۷۱۲٬۱۲۱  | ۴٫۸%         | بی‌تغییر     |
| ۳    | فرودگاه بین‌المللی آلفونسو بونییا آراگون  | کالی (شهر)           | ۳٬۲۳۷٬۸۳۵  | ۲٫۲%         | بی‌تغییر     |
| ۴    | فرودگاه بین‌المللی رافائل ناندز           | کارتاگنا             | ۲٬۱۴۰٬۹۰۷  | ۱٫۰%         | بی‌تغییر     |
| ۵    | فرودگاه بین‌المللی ارنستو کورتیسوز        | بارانکیلا            | ۱٬۶۳۷٬۲۵۶  | ۴٫۸%         | بی‌تغییر     |
| ۶    | فرودگاه بین‌المللی پالونگرو               | بوکارامانگا          | ۱٬۲۶۶٬۵۸۱  | ۱٫۰%         | بی‌تغییر     |
| ۷    | فرودگاه بین‌المللی گوستاو روجاس پینیلا    | San Andrés           | ۱٬۰۷۸٬۸۵۲  | ۸٫۴%         | ۱           |
| ۸    | فرودگاه انریکه اولایا هررا               | مدلین                | ۹۴۰٬۰۳۰    | ۶٫۰%         | ۱           |
| ۹    | فرودگاه بین‌المللی ماتکانا                | Pereira              | ۸۶۴٬۲۴۷    | ۰٫۷%         | بی‌تغییر     |
| ۱۰   | فرودگاه بین‌المللی سیمون بولیوار (کلمبیا) | سانتا مارتا (کلمبیا) | ۸۶۶٬۲۶۰    | ۲٫۶%         | بی‌تغییر     |
| ۱۱   | فرودگاه بین‌المللی کمیلو دازا             | کوکوتا               | ۷۸۹٬۸۶۹    | ۰٫۱%         | بی‌تغییر     |
| ۱۲   | فرودگاه لوس گارزونس                      | مونتریا              | ۵۶۸٬۰۳۱    | ۰٫۰%         | بی‌تغییر     |
| ۱۳   | فرودگاه ال الکراوان                      | یوپال                | ۳۳۰٬۴۹۹    | ۳۳٫۴%        | ۳           |
| ۱۴   | فرودگاه بین‌المللی ال ادن                 | ارمنستان             | ۳۰۶٬۸۵۷    | ۱۳٫۰%        | ۱           |
| ۱۵   | فرودگاه بنیتو اسالا                      | نیوا (هویلا)         | ۲۸۸٬۰۵۷    | ۵٫۷%         | ۲           |

## ۲۰۱۰
| رتبه | فرودگاه                                  | مکان                 | کل مسافران | تغییر سالانه | رتبه سالانه |
| ---- | ---------------------------------------- | -------------------- | ---------- | ------------ | ----------- |
| ۱    | فرودگاه بین‌المللی ال دورادو              | بوگوتا               | ۱۸٬۹۳۴٬۲۰۳ | ۲۷٫۱%        | بی‌تغییر     |
| ۲    | فرودگاه بین‌المللی خوزه ماریا کوردوا      | مدلین                | ۳٬۵۴۱٬۰۲۰  | ۳۰٫۲%        | بی‌تغییر     |
| ۳    | فرودگاه بین‌المللی آلفونسو بونییا آراگون  | کالی (شهر)           | ۳٬۳۱۱٬۶۷۴  | ۲۴٫۱%        | بی‌تغییر     |
| ۴    | فرودگاه بین‌المللی رافائل ناندز           | کارتاگنا             | ۲٬۱۱۸٬۶۷۹  | ۲۵٫۸%        | بی‌تغییر     |
| ۵    | فرودگاه بین‌المللی ارنستو کورتیسوز        | بارانکیلا            | ۱٬۷۱۹٬۱۱۶  | ۳۳٫۱%        | بی‌تغییر     |
| ۶    | فرودگاه بین‌المللی پالونگرو               | بوکارامانگا          | ۱٬۲۷۹٬۴۹۹  | ۴۵٫۲۵%       | ۱           |
| ۷    | فرودگاه انریکه اولایا هررا               | مدلین                | ۱٬۰۰۰٬۲۴۸  | ۱٫۱%         | ۱           |
| ۸    | فرودگاه بین‌المللی گوستاو روجاس پینیلا    | San Andrés           | ۹۹۵٬۶۶۱    | ۹٫۳%         | بی‌تغییر     |
| ۹    | فرودگاه بین‌المللی ماتکانا                | Pereira              | ۸۵۷٬۸۱۸    | ۳۲٫۷%        | بی‌تغییر     |
| ۱۰   | فرودگاه بین‌المللی سیمون بولیوار (کلمبیا) | سانتا مارتا (کلمبیا) | ۸۴۳٬۹۱۹    | ۵۱٫۹%        | بی‌تغییر     |
| ۱۱   | فرودگاه بین‌المللی کمیلو دازا             | کوکوتا               | ۷۹۰٬۴۴۸    | ۵۸٫۷%        | بی‌تغییر     |
| ۱۲   | فرودگاه لوس گارزونس                      | مونتریا              | ۵۶۸٬۲۰۶    | ۳۸٫۲%        | بی‌تغییر     |
| ۱۳   | فرودگاه بنیتو اسالا                      | نیوا (هویلا)         | ۳۰۵٬۳۸۰    | ۱۰٫۲%        | بی‌تغییر     |
| ۱۴   | فرودگاه ال کرانو                         | کیبدو                | ۲۷۳٬۴۷۹    | ۲۱٫۷%        | ۱           |
| ۱۵   | فرودگاه بین‌المللی ال ادن                 | ارمنستان             | ۲۷۱٬۵۳۳    | ۹٫۸%         | ۱           |